# Cruchten (Luksemburg)
Cruchten (lb. Kruuchten, niem. Kruchten) – wieś (Uertschaft) w środkowym Luksemburgu, w kantonie Mersch, w gminie Nommern. Do 3 października 2015 miejscowość leżała w dystrykcie Luksemburg. Liczy 678 mieszkańców (31 grudnia 2022). 
Znajduje się tutaj stacja kolejowa Cruchten.